# الدعم التركي لحماس

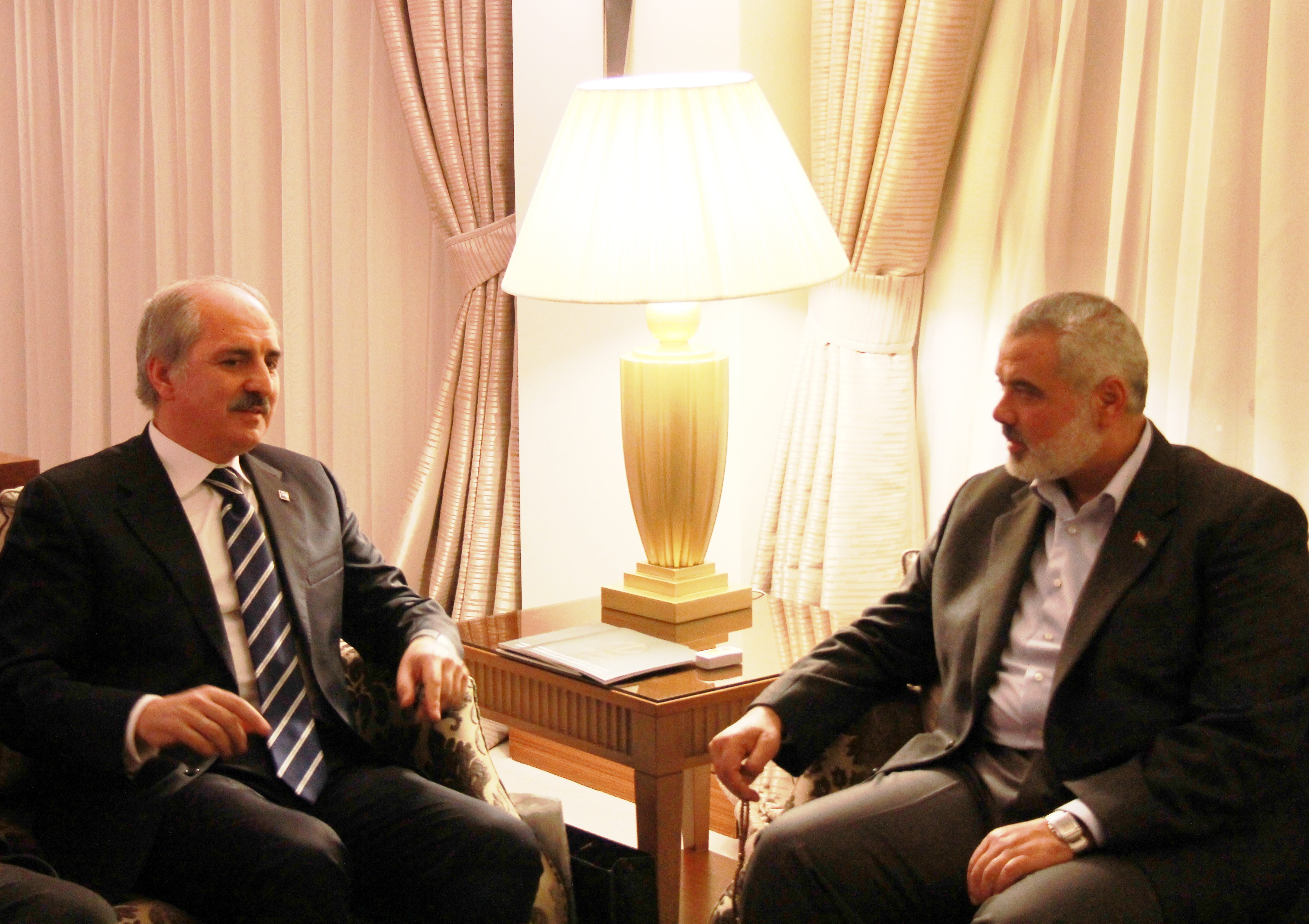
إسماعيل هنية مع وزير الثقافة التركي نعمان كورتولموش، 20 نوفمبر 2012

ضمن هدفها في لعب دور محايد في المنطقة، تحاول تركيا أن تكون على وفاق مع كل من إسرائيل وحماس. من وقت لآخر اقترحت إسرائيل على تركيا دعم حماس، وفي حالات أخرى عارضت هذا الدعم.
في عهد الزعيم المحافظ رجب طيب أردوغان، أصبحت تركيا داعمًا قويًا لحركة حماس الفلسطينية المسلحة التي تحكم قطاع غزة.
وعلى النقيض من إسرائيل، لم تدرج تركيا حماس قط كمنظمة إرهابية. في عام 2010، وصف رئيس الوزراء رجب طيب أردوغان حماس بأنها «مقاتلو المقاومة الذين يكافحون للدفاع عن أرضهم». وقالت إسرائيل في وقت لاحق إنها تتوقع من تركيا أن تفعل الشيء نفسه تجاه حماس بنفس الطريقة التي أدانت بها حزب العمال الكردستاني وأدرجته في قائمة المنظمات الإرهابية. وتستضيف تركيا مسؤولين كباراً من حركة حماس، من بينهم صالح العاروري. يزور رئيس حماس إسماعيل هنية ورئيس المكتب السياسي السابق خالد مشعل تركيا بشكل متكرر.
وبحسب جهاز الأمن الداخلي الإسرائيلي (الشاباك)، أنشأت حماس مركز قيادة في تركيا تستخدمه لتجنيد العملاء والإشراف على العمليات في الشرق الأوسط. وتشير التقارير إلى أن فرع حماس في تركيا يتخذ قراراته دون مراعاة الحركة ككل ودون إشراك قيادة حماس. وتشير التقارير إلى أن حماس خططت لشن هجمات ضد إسرائيل من تركيا، بما في ذلك اختطاف وقتل ثلاثة مراهقين إسرائيليين في عام 2014. في عام 2020، اتهم دبلوماسيون إسرائيليون تركيا بتزويد أعضاء حماس في إسطنبول بجوازات سفر وبطاقات هوية.
التقت الحكومة التركية بقادة حماس في فبراير 2006، بعد فوز المنظمة في الانتخابات الفلسطينية.

## إسرائيل تقترح على تركيا دعم حماس
بعد زيارة قام بها إلى إسرائيل رئيس الوزراء التركي مسعود يلماز والنائب التركي فيزي إيشباشاران في عام 1998، تم الكشف عن أن نتنياهو اقترح على تركيا دعم حماس. وقال نتنياهو «حماس لديها أيضًا حسابات بنكية للمساعدات في البنوك، ونحن نساعدهم أيضًا، وأنتم [تركيا] يمكنكم المساعدة أيضًا.»

## الحرب على غزة
في أعقاب عملية طوفان الأقصى جنوب إسرائيل في 7 أكتوبر 2023، واندلاع حرب غزة، أشاد الرئيس أردوغان بحماس باعتبارها «جماعة تحرير، 'مجاهدين' يخوضون معركة لحماية أراضيهم وشعبهم». ألغى أردوغان زيارة مقررة إلى إسرائيل.
في 2 أغسطس 2024، أعلنت تركيا يوم حداد وطني، بعد اغتيال إسماعيل هنية، حيث تم تنكيس الأعلام التركية.